# 악어여아첨조
《악어여아첨조》(鳄鱼与牙签鸟)는 2019년 방송되었던 중국의 드라마이다.

## 소개
- 중국 전통문화를 사랑하는 작은 마을에 사는 한 여자가 프랑스 보르도대학에서 건축학을 공부하던 중 고급 동물연구사에서 한 남자를 만나 사랑하게 되면서 벌어지는 이야기를 그린 드라마

## 등장 인물
- 천보린 - 펑얼웬 역
- 장톈아이 - 이난은 역
- 황일림 (黄一琳) - 가오무 역
- 오호신 (吴昊宸) - 완웨이 역
- 왕도 (Don Wang) - 바이라오 역
- 허방의 (许芳铱) - 주마 역
- 주육랍 (周陆啦) - 우쑤웨이 역
- 대운범 (代云帆) - 위부지 역
- 나여동 (罗予彤) - 천요 역
- 정효녕 (郑晓宁) - 가오잔양 역
- 류카이 (刘凯) - 리난티엔 역